# Solenopsis westwoodi
Solenopsis westwoodi é uma espécie de formiga do gênero Solenopsis, pertencente à subfamília Myrmicinae.